# Guillermo Abadía Morales
Guillermo Abadía Morales (* 8. Mai 1912; † 21. Januar 2010 in Bogotá) war ein kolumbianischer Folklorist.

## Leben
Abadía Morales besuchte die Escuela Ricaurte und das Liceo de la Salle und studierte fünf Jahre an der Universidad Nacional Pharmazie und Medizin. Parallel dazu begann er sich mit indianischer Folklore zu beschäftigen und betrieb Bibliotheksrecherchen und Feldforschungen zu der Thematik.
Von 1965 bis 1983 war er Professor für kolumbianische Musik am Conservatorio Nacional de Música und Direktor des Centro de Estudios Folklóricos der Universidad Nacional; von 1975 bis 1998 war er Koordinator für Folklore am Centro de Documentación Musical des Instituto Colombiano de Cultura. Für die Radiodifusora Nacional de Colombia realisierte er eine Sendereihe über die vielfältigen kolumbianischen Folkloretraditionen. Für die Colombia Ilustrada schrieb er Anfang der 1970er Jahre eine Serie von Artikeln über regionale Tänze („El torbellino viejo“. 1970; „El bambuco“, 1971; „El pasillo“, 1971; „El currulao“, 1972).
Abadía Morales veröffentlichte zahlreiche musikwissenschaftliche Schriften. 1970 erschien sein Hauptwerk Compendio general del folklore colombiano. Er wurde mit der Medalla Manuel Murillo Toro ausgezeichnet, erhielt 1968 und 1975 Ehrendiplome der Universidad Nacional, 2007 den Premio Nacional de Educación und im Februar 2008 den Nationalpreis El Colombiano Ejemplar.

## Werke
- Adiciones al vocabulario folklórico colombiano, 1965
- G. Abadía Morales, Jesús Bermúdez Silva: Algunos cantos nativos tradicionales de la región de Guapí (Cauca), 1966
- Estado actual de la investigación folklórica en Colombia, in Boletín del Instituto de Antropología, 1970
- Compendio general del folklore colombiano, 1970
- Coplerío colombiano, 1971
- La música folklórica colombiana, 1973
- Folklore y artesanías. Balance de la cultura colombiana actual, 1975
- Estado actual de nuestra música folklórica, 1976
- G. Abadía Morales, Manuel Benavides Cuéllar: 18 Estructuras folklóricas de la guabina de Vélez (Santander), 1977
- El correo de las brujas
- Veinte estructuras de la guabina veleña y mojigangas de torbellino
- ABC del folclore colombiano

| Personendaten    | Personendaten              |
| ---------------- | -------------------------- |
| NAME             | Abadía Morales, Guillermo  |
| KURZBESCHREIBUNG | kolumbianischer Folklorist |
| GEBURTSDATUM     | 8. Mai 1912                |
| STERBEDATUM      | 21. Januar 2010            |
| STERBEORT        | Bogotá                     |